# Brachymyrmex admotus
Brachymyrmex admotus är en myrart som beskrevs av Mayr 1887. Brachymyrmex admotus ingår i släktet Brachymyrmex och familjen myror. Inga underarter finns listade.